# Comamonas badia
Comamonas badia es una especie de bacteria gramnegativa del género Comamonas. Fue descrita en el año 2005. Su etimología hace referencia a marrón rojizo. Es aerobia y móvil por flagelo polar. Tiene un tamaño de 0,8-0,9 μm de ancho por 1-2,5 μm de largo. Temperatura óptima de crecimiento entre 27-30 °C. Catalasa y oxidasa positivas. Se ha aislado de lodos activados en Japón. 